# 全能银行
全能银行（Universal Bank）是一种参与到多种银行业务的银行类型，它既是投资银行，又是商业银行，同时还提供其他金融服务，例如：保险。 全能银行通常也被称之为“全方位金融服务公司（full-service financial firms）”，虽然也有全方位服务的投资银行，也可以提供财富和资产管理、交易、承销、金融研究咨询。
全能银行的概念来自英国和美国，历史上，纯粹的投资银行与商业银行之间是有着密切的联系。直至1933年美国颁布《格拉斯-斯蒂格尔法案》，两者业务才彻底区分开。但是时至今日，在英国和美国，两种银行之间融合的监管法律已经在很大程度上被削减力度，一些全能银行开始拥有两种银行业务的经营权。但是，在2008年次贷危机之前，还是有不少大型纯粹的投资银行。而中国本土银行因为分业经营的要求并不存在全能银行。
在其他国家，全能银行的概念并不流行，因为它们有关投资银行和商业银行的区分并没有那么明显。因此，大型银行往往按照全能银行的模式运营；而中小型银行则会按照投资银行或商业银行的模式运营。对于有欧洲大陆银行传统的国家尤为如此。
全能银行可以与私人银行并存，也可以单独存在。全能银行提供的服务往往可以让全能银行与公司之间保持长期的关系。

## 历史
1907年金融危机之后，美国货币委员会想了解当时全球的主要金融体系。柏林银行董事雅各布·里赛尔（Jakob Riesser）在他的一篇论文里认为，德国的全能银行体系具有积极推动经济的特点，为德国工业经济发展提供廉价的资本并促进其发展。亚历山大·格申克龙也认为全能银行体系为德国工业化提供了极大的促进作用。最近，卡洛琳·弗林（Caroline Fohlin）对格申克龙的观点提出了质疑。

## 全球知名全能银行
根據金融穩定委員會2022年的全球系統重要性銀行（G-SIB）名單，摩根大通為世界最具系統重要性銀行。詳情可參考系統重要性金融機構。
| 總部所在地 | 機構名稱                                             |
| ---------- | ---------------------------------------------------- |
| 美國       | 摩根大通 J.P. Morgan Chase                           |
| 美國       | 美国银行 Bank of America                             |
| 美國       | 花旗集團 Citigroup                                   |
| 美國       | 富國銀行集團 Wells Fargo                             |
| 中國       | 中国银行 Bank of China                               |
| 中國       | 中国工商银行 Industrial and Commercial Bank of China |
| 中國       | 中国农业银行 Agricultural Bank of China              |
| 中國       | 中国建设银行 China Construction Bank                 |
| 法國       | 法國巴黎銀行 BNP Paribas                             |
| 法國       | 法國BPCE集團 Groupe BPCE                             |
| 法國       | 法國農業信貸銀行 Crédit Agricole                     |
| 法國       | 法國興業銀行 Société Générale                        |
| 英國       | 滙豐集團 HSBC                                        |
| 英國       | 巴克莱银行 Barclays                                  |
| 英國       | 渣打集团 Standard Chartered                          |
| 日本       | 三菱日聯金融集團 Mitsubishi UFJ Financial Group      |
| 日本       | 瑞穗金融集團 Mizuho Financial Group                  |
| 日本       | 三井住友金融集團 Sumitomo Mitsui Financial Group     |
| 瑞士       | 瑞士信贷 Credit Suisse                               |
| 瑞士       | 瑞银集团 UBS                                         |
| 加拿大     | 加拿大皇家銀行 Royal Bank of Canada                  |
| 加拿大     | 多伦多道明银行 Toronto-Dominion Bank                 |
| 德國       | 德意志银行 Deutsche Bank                             |
| 荷蘭       | 荷蘭國際集團 ING                                     |
| 西班牙     | 桑坦德银行 Banco Santander                           |
| 意大利     | 裕信银行 UniCredit SpA                               |